# Campeonato Argentino de Futebol de 1934 (LAF)
O Campeonato Argentino de Futebol de 1934 foi o quarto torneio da chamada era profissional da Primeira Divisão da Argentina, e o último organizado pela Liga Argentina de Football (LAF). O certame foi disputado entre 18 de março e 23 de dezembro de 1934. O Boca Juniors sagrou-se campeão argentino, pela oitava vez.

## Participantes
| Equipe                           | Cidade       |
| -------------------------------- | ------------ |
| Unión Atlanta-Argentinos Juniors | Buenos Aires |
| Boca Juniors                     | Buenos Aires |
| Chacarita Juniors                | Buenos Aires |
| Estudiantes                      | La Plata     |
| Ferro Carril Oeste               | Buenos Aires |
| Gimnasia y Esgrima               | La Plata     |
| Huracán                          | Buenos Aires |
| Independiente                    | Avellaneda   |
| Platense                         | Buenos Aires |
| Racing Club                      | Avellaneda   |
| River Plate                      | Buenos Aires |
| San Lorenzo                      | Buenos Aires |
| Unión Lanús-Talleres             | Lanús        |
| Vélez Sarsfield                  | Buenos Aires |

## Classificação final
| Pos | Equipes                     | Pts | J  | V  | E  | D  | GM  | GS  |
| --- | --------------------------- | --- | -- | -- | -- | -- | --- | --- |
| 1   | Boca Juniors                | 55  | 39 | 23 | 9  | 7  | 101 | 62  |
| 2   | Independiente               | 54  | 39 | 23 | 8  | 8  | 73  | 41  |
| 3   | San Lorenzo de Almagro      | 51  | 39 | 22 | 7  | 10 | 84  | 63  |
| 4   | River Plate                 | 50  | 39 | 23 | 4  | 12 | 91  | 44  |
| 5   | Estudiantes de La Plata     | 44  | 39 | 17 | 10 | 12 | 70  | 56  |
| 6   | Racing Club                 | 43  | 39 | 18 | 7  | 14 | 83  | 64  |
| 6   | Platense                    | 43  | 39 | 16 | 11 | 12 | 70  | 74  |
| 8   | Vélez Sarsfield             | 41  | 39 | 16 | 9  | 14 | 80  | 70  |
| 9   | Gimnasia y Esgrima La Plata | 38  | 39 | 14 | 10 | 15 | 82  | 86  |
| 10  | Huracán                     | 37  | 39 | 14 | 9  | 16 | 59  | 67  |
| 11  | Chacarita Juniors           | 34  | 39 | 13 | 8  | 18 | 63  | 74  |
| 12  | Unión Talleres-Lanús        | 27  | 39 | 8  | 11 | 20 | 50  | 81  |
| 13  | Ferro Carril Oeste          | 20  | 39 | 6  | 8  | 25 | 51  | 100 |
| 14  | Argentinos Juniors          | 9   | 39 | 2  | 5  | 32 | 38  | 113 |

## Premiação
| Campeonato Argentino de Futebol de 1934 (LAF) |
| --------------------------------------------- |
| Boca Juniors Campeão (8° título)              |

## Goleadores
| Jogador   | Jogador             | Gols | Equipe                  |
| --------- | ------------------- | ---- | ----------------------- |
| Argentina | Evaristo Barrera    | 34   | Racing Club             |
| Argentina | Agustín Cosso       | 33   | Vélez Sarsfield         |
| Argentina | Bernabé Ferreyra    | 30   | River Plate             |
| Argentina | Arturo Naón         | 25   | Gimnasia y Esgrima (LP) |
| Argentina | Herminio Masantonio | 23   | Huracán                 |